# كأس دايناستي
كأس دايناستي كانت بطولة كرة القدم دولية من شرق آسيا. عقدت البطولة كل سنتين أو ثلاث سنوات وقد استضافتها بكين في عامي 1990 و1992، وهونغ كونغ في عام 1995، ويوكوهاما وطوكيو في عام 1998. في عام 2002، تم تأسيس اتحاد شرق آسيا لكرة القدم وفي عام 2003 تم إنشاء كأس شرق آسيا لكرة القدم كبطولة خلف.

## النتائج
| عام         | المضيف               | البطل            | الوصيف             | المركز الثالث             | المركز الرابع             |
| ----------- | -------------------- | ---------------- | ------------------ | ------------------------- | ------------------------- |
| 1990 تفاصيل | الصين                | · كوريا الجنوبية | · الصين ·          | · كوريا الشمالية ·        | · اليابان ·               |
| 1992 تفاصيل | الصين                | · اليابان        | · كوريا الجنوبية · | · كوريا الشمالية ·        | · الصين ·                 |
| 1995 تفاصيل | هونغ كونغ البريطانية | · اليابان        | · كوريا الجنوبية   | دوري هونج كونج الحادي عشر | · الصين                   |
| 1998 تفاصيل | اليابان              | · اليابان        | · الصين ·          | · كوريا الجنوبية          | دوري هونج كونج الحادي عشر |

## الأداء حسب الأمة
| الفريق                    | ابطال | الوصيف | المكان الثالث | المركز الرابع | مجموع الأربعة الأوائل |
| ------------------------- | ----- | ------ | ------------- | ------------- | --------------------- |
| اليابان                   | 3     | 0      | 0             | 1             | 4                     |
| كوريا الجنوبية            | 1     | 2      | 1             | 0             | 4                     |
| الصين                     | 0     | 2      | 0             | 2             | 4                     |
| كوريا الشمالية            | 0     | 0      | 2             | 0             | 2                     |
| دوري هونج كونج الحادي عشر | 0     | 0      | 1             | 1             | 2                     |

## إحصاءات عامة
| الترتيب | الفريق                    | جزء | لعب | فاز | تعادل | خسر | له | عليه | الفرق | النقاط |
| ------- | ------------------------- | --- | --- | --- | ----- | --- | -- | ---- | ----- | ------ |
| 1       | كوريا الجنوبية            | 4   | 15  | 7   | 7     | 1   | 20 | 12   | +8    | 28     |
| 2       | اليابان                   | 4   | 14  | 6   | 4     | 4   | 23 | 15   | +8    | 22     |
| 3       | الصين                     | 4   | 14  | 4   | 5     | 5   | 12 | 13   | -1    | 17     |
| 4       | كوريا الشمالية            | 2   | 6   | 1   | 2     | 3   | 5  | 10   | -5    | 5      |
| 5       | دوري هونج كونج الحادي عشر | 2   | 7   | 0   | 2     | 5   | 4  | 14   | -10   | 2      |

## أفضل اللاعبين
| العام | اللاعب          |
| ----- | --------------- |
| 1990  | كيم جو سونغ     |
| 1992  | كازويوشي ميورا  |
| 1995  | ماسامي إيهارا   |
| 1998  | هيديتوشي ناكاتا |

## أفضل الهدافين
| عام  | لاعب            | الأهداف |
| ---- | --------------- | ------- |
| 1990 | وو كونلي        | 2       |
| 1992 | تاكويا تاكاجي   | 4       |
| 1995 | هيساشي كوروساكي | 4       |
| 1998 | لي بينغ         | 3       |

## روابط خارجية
- RSSSF - كأس سلالة